# Кашина Бертапели (Милано)
Кашина Бертапели је насеље у Италији у округу Милано, региону Ломбардија.
Према процени из 2011. у насељу је живело 36 становника. Насеље се налази на надморској висини од 177 м.